# Jean Margraff
Jean Alphonse Margraff, né le 17 février 1876 à Graçay et mort le 11 février 1959 à Lunéville, est un escrimeur français maniant le sabre.

## Carrière
Jean Margraff participe aux épreuves individuelle et collective de sabre lors des Jeux olympiques d'été de 1920 à Anvers. Il décroche une médaille d'argent lors de l'épreuve par équipes.